# 峇高黑尼港
峇高黑尼港（印尼語：Pelabuhan Bakauheni）是位於印度尼西亞楠榜省南楠榜縣的海港，為該省以及蘇門答臘島的主要海港之一，其位置處於楠榜省南部的巽他海峽北岸，因此成為渡輪來往爪哇島的主線，有24艘渡輪連接峇高黑尼港與爪哇島一側的美叻港，乘坐渡輪大約需要2小時。